# Dodge City (film)
Dodge City is een Amerikaanse film uit 1939 onder regie van Michael Curtiz.

## Verhaal
In de periode na de Amerikaanse Burgeroorlog krijgt het grensplaatsje Dodge City een spoorwegverbinding. Zes jaar later blijkt de stad vol moordenaars en dieven te zitten en wordt de nederzetting getiranniseerd door de bende van Jeff Surrett (Bruce Cabot). Een groep nieuwe kolonisten onder leiding van trekkersgids Wade Hutton (Errol Flynn) wordt snel geconfronteerd met de anarchie en de wet van de chaos die er heersen. Enkele inwoners vragen Wade op te treden als nieuwe sheriff en rust en orde te herstellen...

## Rolverdeling
| Acteur              | Personage    |
| ------------------- | ------------ |
| Errol Flynn         | Wade Hatton  |
| Olivia de Havilland | Abbie Irving |
| Ann Sheridan        | Ruby Gilman  |
| Bruce Cabot         | Jeff Surrett |
| Frank McHugh        | Joe Clemens  |
| Alan Hale           | Rusty Hart   |
| John Litel          | Matt Cole    |